# Новая Нива (Алтайский край)
Новая Нива — упразднённое село в Угловском районе Алтайском крае. Исключено из учётных данных в 1972 г. Ныне урочище на территории современного Угловского сельсовета.

## География
Находится в юго-западной части края, вблизи государственной границы с Казахстаном (Восточно-Казахстанской областью).
Рельеф равнинный.

## История
Основано в 1926 году.
В 1928 г. хутор Новая Нива в составе Озёрно-Кузнецовского сельсовета Угловского района Рубцовского округа Сибирского края.

## Население
В 1926 г. на хуторе проживало 15 человек (7 мужчины и 8 женщин), основное население — русские.

## Инфраструктура
В 1928 г. хутор Новая Нива состоял из 2 хозяйств.

## Транспорт
Возле урочища проходит региональная автодорога 01К-21.